# Энмунд (король Кента)
Энмунд (англ. Eanmund; умер в 764) — король Кента с приблизительно 763 года.

## Биография
Энмунд — сын Эоппы, отец которого Ингиальд был братом Кутреда. После смерти короля Этельберта II в Кенте возник кризис власти, за несколько лет сменилось 5 королей. Одним из них был Энмунд, который владел западной частью Кента, где он около 763 года сменил Эдберта II. В 764 году Эдмунд умер и в его землях стал править его брат Хэберт.